# En estat crític
En estat crític (títol original: Critical Care) és una comèdia satírica estatunidenca dirigida per Sidney Lumet, estrenada l'any 1997. Ha estat doblada al català.

## Argument
Werner Ernst (James Spader), un jove metge que treballa en la unitat de vigilància intensiva d'un hospital en crisi, coneix dues germanastres que s'enfronten per l'herència del seu pare, un pacient del centre que es troba en estat de coma. Una vol desendollar-lo, l'altre no.

## Repartiment
- James Spader: Dr. Werner Ernst
- Kyra Sedgwick: Felicia Potter
- Helen Mirren: Stella
- Anne Bancroft: Nun
- Albert Brooks: Dr. Butz
- Jeffrey Wright: un pacient
- Margo Martindale: Constance 'Connie' Potter
- Wallace Shawn: l'instal·lador de calderes
- Philip Bosco: Dr. Hofstader
- Edward Herrmann: Robert Payne
- James Lally: Poindexter
- Harvey Atkin: Jutge Fatale
- Al Waxman: Advocat Sheldon Hatchett
- Hamish McEwa: Dr. Hansen
- Jackie Richardson: Mrs. Steckler
- Barbara Eve Harris: Infermera Lucille
- Conrad Coates: Dr. Miller
- Bruno Dressler: Mr. Potter
- Caroline Nielsen: Infermera Luscious

## Rebuda
- Premis 1997: Premis Independent Spirit: Nominada a Millor guió novell
- Crítica: "Àcida visió de la sanitat als EUA. Només un veterà amb ofici com Lumet podria fer una comèdia amb un tema tan dramàtic com l'eutanàsia per criticar el sistema sanitari"[3]